# Râul Valea lui Roman, Râul Doamnei
Râul Valea lui Roman este un râu afluent al Râului Doamnei.

## Hărți
- Harta Județul Argeș